# Aspidomorphus
Aspidomorphus är ett släkte av ormar som ingår i familjen giftsnokar.
Arterna är små med en längd upp till 40 cm. De lever på Nya Guinea, på Moluckerna och på mindre öar i regionen. Släktets medlemmar lever i skogar och gömmer sig ofta i murknade växtdelar. Honor lägger antagligen ägg. Släktets medlemmar lever i kulliga områden och i bergstrakter mellan 500 och 1500 meter över havet. Födan utgörs främst av skinkar. Exemplar som känner sig störda bitar. På grund av individernas lilla storlek orsakas endast smärta och svullnader.
Arter enligt Catalogue of Life och The Reptile Databas:
- Aspidomorphus lineaticollis
- Aspidomorphus muelleri
- Aspidomorphus schlegeli